# Каспарян, Ана
Анаит Мисак (Ана) Каспарян (англ. Anahit Misak «Ana» Kasparian,
арм. Անահիտ Միսաքի Գասպարյան; род. 7 июля 1986, Лос-Анджелес, Калифорния) — американский политический комментатор, соведущая и продюсер новостного онлайн-шоу The Young Turks. Начала работать в качестве автора выпусков новостей для The Young Turks в 2007 году, в настоящий момент также является ведущей и соведущей передачи The Point на TYT Network. Появлялась на ТВ-версии шоу, выходившего на американском телеканале Current TV.

## Биография
Ана Каспарян родилась 7 июля 1986 года в Нортридже, Лос-Анджелес, штат Калифорния, в семье иммигрантов армянского происхождения из Сирии. Её прабабушка и прадедушка со стороны отца пережили геноцид армян в 1915 году Выросла в Резеде, Лос-Анджелес, Калифорния. Родным языком Каспарян является армянский. Когда она пошла в детский сад, она не говорила по-английски По её собственным словам, быстро выучить английский ей помог просмотр «Улицы Сезам»).
Окончила Valley Alternative Magnet High School в Ван-Найсе в 2004 году, а в 2007 Университет штата Калифорния в Нортридже, со степенью бакалавра журналистики. В этом же университете преподаёт журналистику с августа 2013 года.
Являлась ассистентом продюсера на радиостанции CBS Radio в Лос-Анджелесе, до этого на KFWB и KNX. Также работала с AOL News, YouTube, TidalTv и радио-шоу On Point.
В апреле 2007 года Каспарян получила должность автора выпусков новостей в прогрессивном радио ток-шоу на Sirius XM Satellite Radio и онлайн-шоу The Young Turks, и вскоре стала продюсером и соведущей Дженка Уйгура. Каспарян утверждает, что молодые люди заинтересованы в новостях, но тяготеют к альтернативным источникам информации, потому что «видят ведущих новостей на традиционных телеканалах просто как людей, читающих чужие тексты с телесуфлёра» (англ. "they see network anchors as simply folks who read tele-prompters"). В течение нескольких лет была соведущей TYT University, шоу, обсуждающего вопросы и проблемы, с которыми сталкиваются студенты университетов; а также основной ведущей другого шоу TYT Network — The Point.
По собственному признанию, является атеисткой.

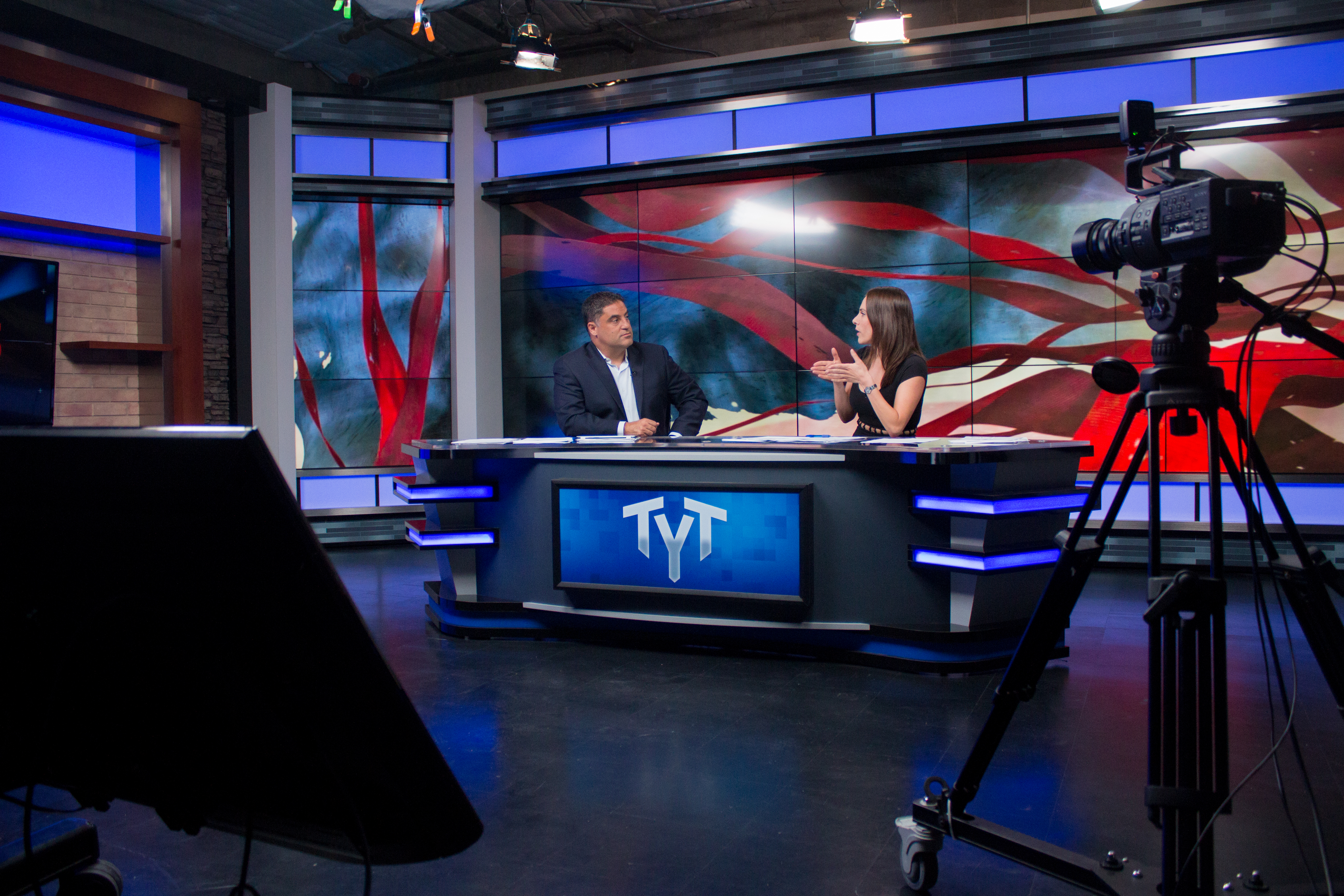
Ана Каспарян и Дженк Уйгур на съёмочной площадке The Young Turks

## Признание
В 2016 году была включена в список «Forbes 30 Under 30» в категории «Медиа».